# Schloss Werdorf
Koordinaten: 50° 35′ 58″ N, 8° 25′ 4″ O

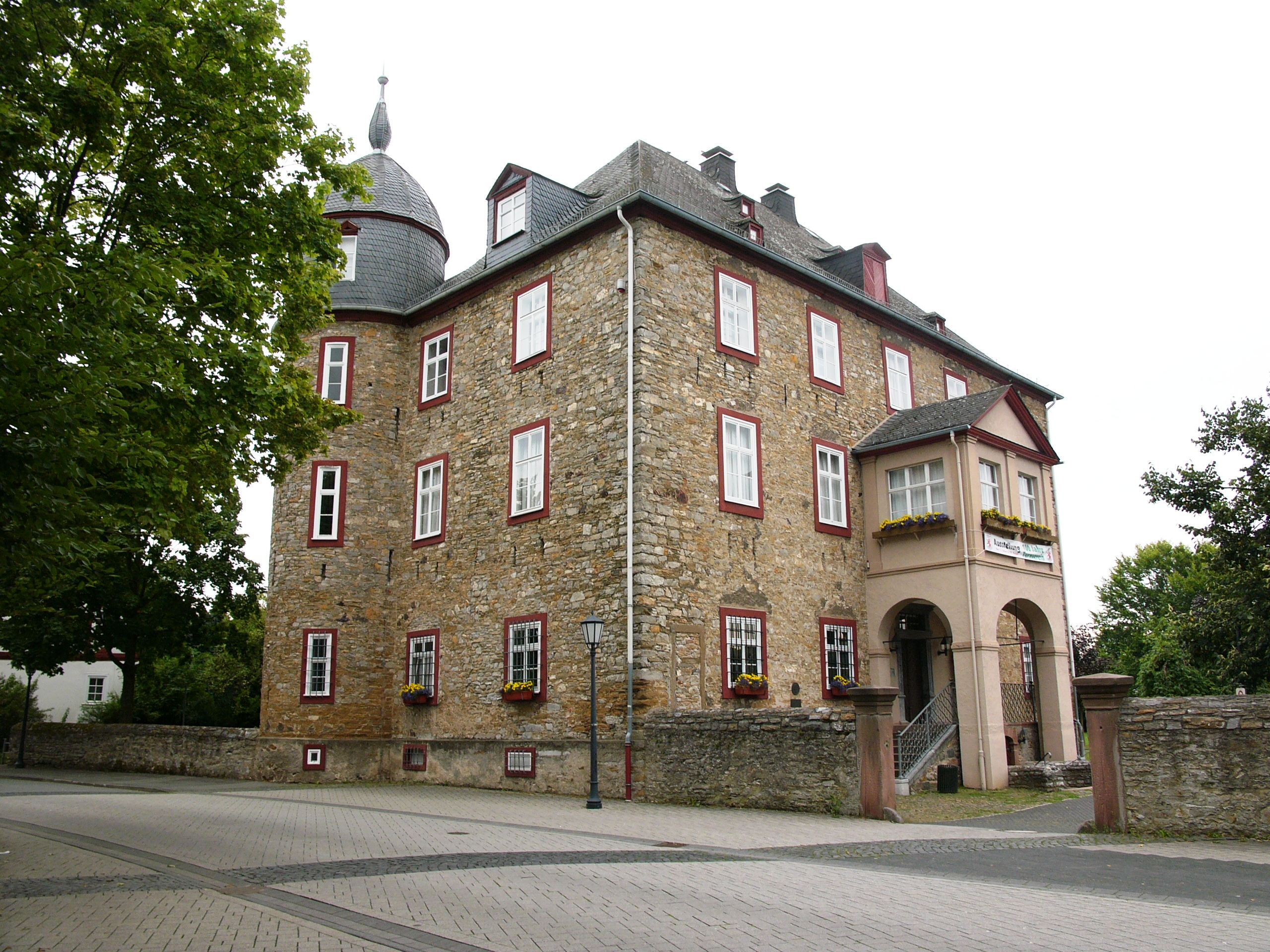
Werdorfer Schloss

Das Schloss Werdorf (auch Werdorfer Schloss genannt) ist ein barockes Schloss in Werdorf, einem Stadtteil von Aßlar im mittelhessischen Lahn-Dill-Kreis. Es wurde in den Jahren 1686 bis 1690 erbaut, ist aus geschichtlichen, künstlerischen, städtebaulichen und wissenschaftlichen Gründen ein Kulturdenkmal und wird seit 1981 als Heimatkundemuseum und für Trauungen genutzt.

## Geschichte
Ein Vorgängerbau, ein im Jahre 1344 erstmals urkundlich erwähntes und vermutlich von Wassergräben umgebenes Festes Haus, stand wohl unweit westlich des heutigen Schlosses, aber seine genaue Lage ist nicht bekannt. Diese Kleinburg wurde von Graf Philipp von Solms-Königsberg († 1364) vor 1344 erbaut, wahrscheinlich zur Absicherung seines Besitzes und als Zollstelle. Eine Urkunde von 1349 erwähnt eine zwischenzeitliche Zerstörung. 1355 übereignete Graf Philipp die Anlage seiner zweiten Ehefrau, Elisabeth von Solms-Braunfels, als Wittum. 1367 wird dieser Bau als „Schloss“ das letzte Mal urkundlich erwähnt. Wann er aufgegeben wurde, ist nicht bekannt.
Das Solmser Hofgut in Werdorf war danach als Solmser Lehen im Besitz der Ortsadelsfamilie von Werdorf, die im 17. Jahrhundert mt Philipp von Werdorf im Mannesstamm ausstarb, womit das Gut an Graf Wilhelm II. von Solms-Greifenstein (1609–1676) heimfiel. Dieser bestimmte es zum Wittum seiner zweiten Ehefrau, der Gräfin Ernestine Sophie von Solms-Greifenstein, geb. von Hohenlohe-Schillingsfürst (1618–1701). Wilhelm II. hatte sie nach dem Tod seiner ersten Ehefrau, Johannette Sibylle zu Solms-Hohensolms (1623–1651), geheiratet. Die Grafenwitwe ließ dort in den Jahren 1686 bis 1690 das heutige Schloss errichten. Es entstand eine durch eine Mauer zur Straße hin abgeschlossene Anlage mit zwei sich spiegelverkehrt gegenüberstehenden Gebäuden mit nahezu gleichen Grundrissen, dem Schloss und dem Remisenbau. Auffälligstes Merkmal der Anlage sind die beiden Ecktürme an der Nordseite des Schlosses und die beiden Eckturmstümpfe an der Südseite des Remisenbaus. Michael Reis und Jacob Heylandt sind als Baumeister nachweisbar.
Ernestine Sophie bezog das Schloss mit ihren beiden jüngsten und unverheiratet gebliebenen Töchtern, Eleonore Sabine (1655–1742) und Anna Johanna (1659–1727). Nach dem Tod der Gräfin 1701 errichteten ihre beiden Töchter im Jahre 1720 ein Fideikommiss über das Schloss und das Hofgut und bestimmten, dass Schloss und Gut unverheirateten Töchtern der Familie Solms-Braunfels zu lebenslanger Nutznießung vorbehalten bleiben sollte, aber in Ermangelung solcher Frauen dem regierenden Grafen zum Nutznieß dienen sollte. Es wurde allerdings nie in diesem Sinn verwendet, sondern nach dem Tod von Eleonore Sabine 1742 immer wieder als Sommeraufenthalt und als Jagdschloss der Solmser genutzt. Sogar die Mitglieder („Cameralen“) des Reichskammergerichts in Wetzlar nutzten es für ihre Landpartien, zumindest während der Friedrich Ernst zu Solms-Laubach (1671–1723) evangelischer Präsident des Reichskammergerichts war.
Ab 1895 wurde das Schloss dann von wechselnden Erziehungseinrichtungen genutzt, zunächst von einer „Bildungsanstalt für Kindergärtnerinnen“ und einer Höheren Töchterschule des 1894 gegründeten Evangelischen Diakonievereins, hierher umgezogen aus der Klunderburg in Emden; beide wurden allerdings bereits 1896 nach Kassel verlegt. Ab 1899 war das „Anna-Eleonoren-Heim“ der Deutschen Adelsgenossenschaft im Schloss untergebracht, ein Pensionat zur „Ausbildung von Töchtern des deutschen Adels für das praktische Leben“. Auch eine Korbflechtschule und eine Loge der Guttempler befanden sich zeitweise auf dem Anwesen. Nach der Schließung des Mädcheninternats 1912 folgte von 1913 bis 1931 eine Erziehungsanstalt für Jungen.
Von 1933 bis 1937 hatte dann der Maler und Kunsthistoriker Paul Stolz (1877–1952) sein Atelier im Schloss. Bereits ab 1932 wurden Teile des schönen, einst 9300 m² großen Schlossparks als Bauland verkauft, und 1938 wurden aus den 19 Zimmern des Schlosses neun kleine Wohnungen gemacht. 1941 kaufte die Gemeinde Werdorf das Schloss. Nach dem Zweiten Weltkrieg diente das Schloss zunächst als Flüchtlingsunterkunft, später wurden Sozialwohnungen darin eingerichtet. Mit der hessischen Gebietsreform kam das Schloss am 1. Januar 1977 in den Besitz der Gemeinde Aßlar, die im November 1978 die Stadtrechte erhielt. Der im Jahre 1980 gegründete „Verein für Heimatgeschichte 1980 Werdorf“ erreichte in Verhandlungen mit der Stadt, dass frei werdende Wohnungen im Schloss nicht mehr vermietet wurden. Diese Räume wurden ab 1981 renoviert und 1982 vom Verein als Museumsräume eingerichtet.
Nach einer grundlegenden Sanierung und Umgestaltung in den Jahren 1990 bis 1992, bei der man die ursprüngliche Inneneinteilung des Schlosses weitmöglichst wiederherstellte, wurde der gesamte Schlossbereich mit seinen Nebengebäuden und der landwirtschaftlichen Remise offiziell „Heimatmuseum der Stadt Aßlar im Schloss zu Werdorf“. Das Museum wird vom Verein für Heimatgeschichte 1980 Werdorf betreut und umfasst ca. 900 m² Ausstellungsfläche. Daneben wurde das sogenannte „Fürstenzimmer“ zu einer Nebenstelle des Standesamts Aßlar gemacht, in dem seitdem Trauungen stattfinden.

## Die Anlage
Das Schloss (Bachstraße Nr. 48) ist ein dreigeschossiger, fünfachsiger Bau über drei tonnengewölbten Kellern, mit rechteckigem Grundriss von etwa 22 m Länge und 12 m Breite und bedeckt mit einem Walmdach. Die Nordfassade ist durch einen übergiebelten Mittelrisalit (einen ehemaligen Latrinenbau) und zwei von Hauben bekrönte Ecktürme gegliedert. Beide Türme haben jeweils drei schmale Fenster in jedem ihrer drei Geschosse, Schießscharten zwischen den Fenstern und drei Fenster im Dachgeschoss ihrer Hauben. Die Südseite mit den beidseitig zum Eingangsportal hinaufführenden Freitreppen wurde im Jahre 1914 durch einen zweistöckigen, laubenartigen Vorbau mit Pilastergliederung und Giebeldach verändert. Die beiden Seitenfronten sind zweiachsig, und im Dachgeschoss befindet sich je eine Gaube mittig über der Südfassade und beiden Seitenfronten. Die rechteckigen Sprossenfenster besaßen ursprünglich wohl Dreiecksverdachungen.
Der dem Schloss gegenüber liegende einstöckige Remisenbau (Bachstraße Nr. 44–46) hat – spiegelverkehrt – den praktisch gleichen Grundriss wie das Schloss. An den Ecken der Südseite befinden sich zwei zweistöckige Turmstümpfe mit flachen Kegeldächern, die das Walmdach des Gebäudes nicht überragen.
Von den ursprünglichen Parkanlagen im Osten des Anwesens, heute nur noch etwa 3600 m² groß, sind außer einigen Einzelbäumen und den Freiflächen selbst keine nennenswerten Reste erhalten.